# 泄柳
泄柳（?—?），《说苑》作子庚，战国时期鲁国人。
鲁穆公时，公仪休为相，招揽贤者，他和子思一同受到礼遇，参与国政，任用为卿，被尊为子柳。开始泄柳不愿意出仕，曾经关门不接待鲁穆公，与段干木翻墙躲开魏文侯都被孟子以事例向公孙丑说明。
《汉书·古今人表》把他列为第三等上下智人。